# Oceania (ecozona)

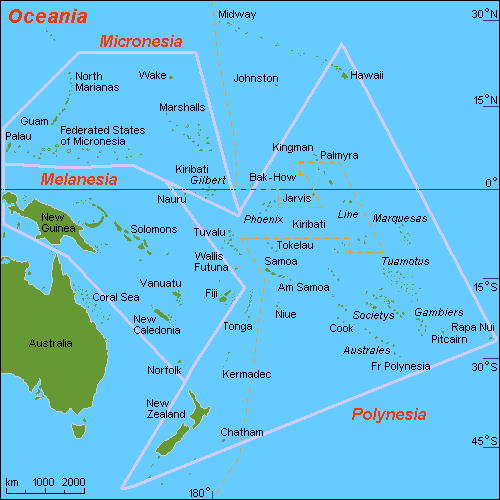
Mapa de les illes d'Oceania

Oceania és una de les ecozones del món segons WWF i és l'única que no conté cap massa de terra continental. Aquesta ecozona inclou les Illes de l'oceà Pacífic de Micronèsia, Illes Fiji, i la major part de Polinèsia amb l'excepció de Nova Zelanda). Nova Zelanda i la major part de Melanèsia, incloent Nova Guinea, Vanuatu, les Illes Solomon, i Nova Caledònia, estan incloses amb Austràlia dins l'ecozonz Australàsia. Oceania és la més petita pel que fa a superfície de totes les ecozones.

## Geologia
Oceania, geològicament, és l'ecozona més jove. Està composta principalmentper illes volcàniques i atols de corall formats en temps geològicament recents, la majoria en el Plistocè.

## Clima
El clima de les illes d'Oceania és tropical o subtropical, i va des de clima humit a sec estacionalment.

## Flora i fauna
Com que les illes d'Oceania mai van estar connectades per terra a un continent, la seva flora i fauna va arribar a través de l'oceà. En les illes més grans hi va haver radiació adaptativa i moltes espècies van evolucionar a partir d'un avantpassat comú. Un exemple és la família Drepanididae a Hawaii. També es presenten molts endemismes.

### Flora
Les plantes terrestres es dispersen de diverses maneres, moltes plantes es dispersen pel vent fins i tot a llargues distàncies, per exemple el gènere d'arbres Metrosideros provinents de Nova Zelanda va estendre les seves llavors mitjançant el vent cap a l'ecozona d'Oceania. Els ocells també són importants dispersadors de les plantes, per exemple en el gènere dels arbres Pandanus.

### Fauna

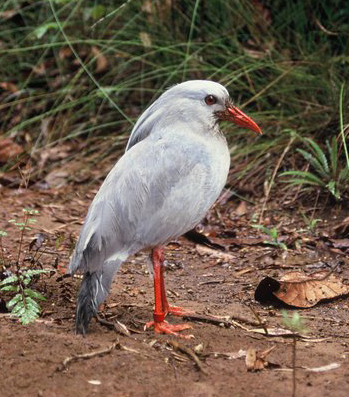
Kagu (Rhynochetos jubatus) - un ocell que no vola de Nova Caledònia.

Com que la dispersió a través de l'aigua és difícil per a la majoria d'animals terrestres, a Oceania n'hi ha pocs d'indígenes. Els ocells són relativament comuns, incloent els ocells marins. Alguns ocells evolucionaren cap a ocells no voladors incloent algunes espècies de Rallidae. Un gran nomre d'illes tenen llangardaixos indígenes probablement arribats en rais de vegetació que suraven al mar i van ser formats a conseqüència de les tempestes. Amb excepció dels quiròpters, hi ha pocs mamífers indígenes a Oceania.

## Ecoregions terrestres d'Oceania
- Boscos tropicals i subtropicals humits de fulla ampla
- Boscos tropicals i subtropicals secs de fulla ampla
- Praderies, savanes i arbusts tropicals i subtropicals